# Resistencias de bajo valor

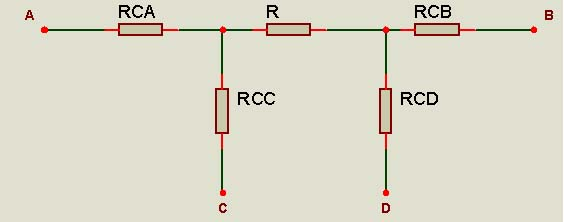
Figura n.º 1.

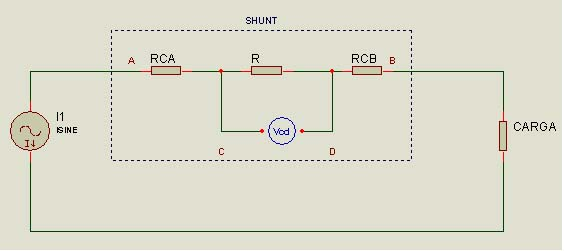
Figura n.º 2.

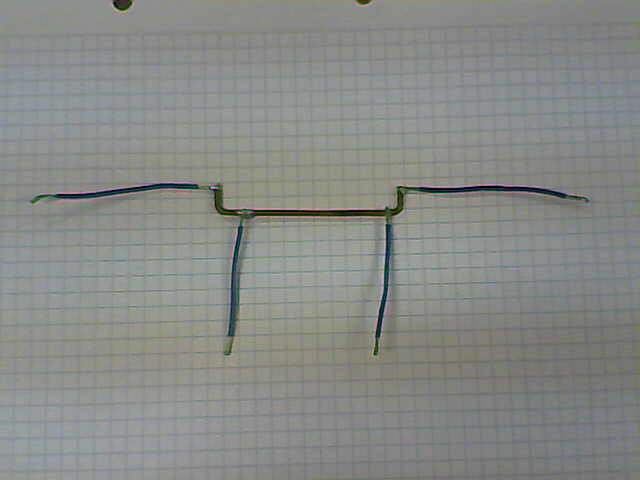
Figura n.º 3.

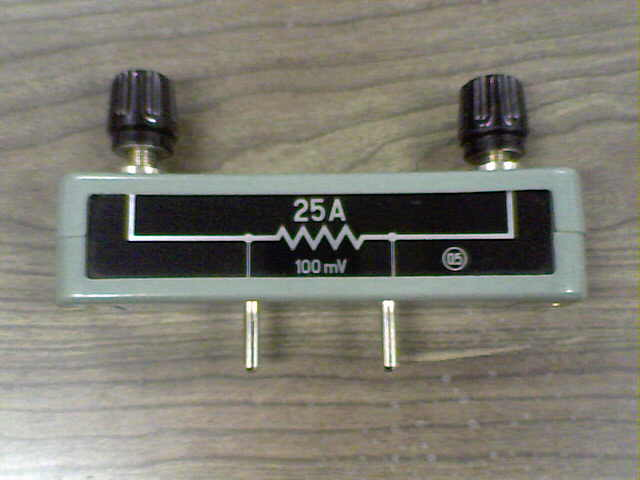
Figura n.º 4.

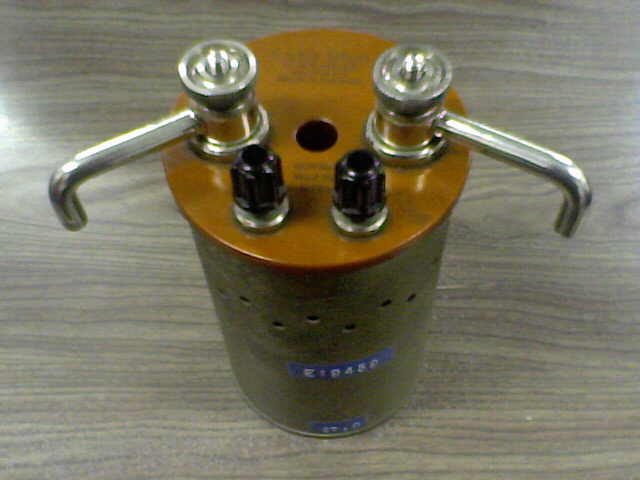
Figura n.º 5.

Las resistencias de bajo valor son aquellos resistores cuyo valor máximo se encuentra en el orden de 1 Ω, su configuración es la que se observa en la figura n.º 1.
Figura n.º 1 – Circuito equivalente de un resistor de bajo valor.
La resistencia total del conjunto es RAB = RCA + R + RCB donde:
- RCA = RCB: resistencias de contacto, debida a los caminos conductores entre el terminal de contacto y el resistor propiamente dicho.
- R: Resistor.

Para evitar los efectos de la resistividad de los terminales de contacto, se sueldan terminales ubicados lo más cerca posible de la resistencia. Dichos terminales se muestran en la figura (C y D) y allí se puede apreciar el verdadero valor del resistor, es decir, RCD. Puede apreciarse que estos últimos terminales tienen su propia resistividad (RCC y RCD) pero su valor puede despreciarse, ya que entre estos se conectará el voltímetro, cuya resistencia interna es lo suficientemente elevada como para considerar nula la corriente que lo atraviesa.
Esta clase de resistencias son muy utilizadas en medición de altas corrientes, donde se las conoce con el nombre de SHUNTS. La configuración circuital empleada es la que se muestra en la figura n.º 2:
Figura n.º 2 – Ejemplo de conexión de un shunt.
En la imagen se puede apreciar una fuente de corriente senoidal con una resistencia de carga terminal. En el medio se intercala el Shunt que, al ser atravesado por una elevada corriente entre sus terminales A y B, entrega una tensión proporcional entre sus terminales C y D.
Por ejemplo, supongamos que circula una corriente de 25 A y RSHUNT = RCA + R + RCB = 1 mΩ. Si aplicamos la ley de Ohm obtendremos la tensión entre los terminales C y D.
{\displaystyle Vshunt=ishunt*rshunt=25A*100mohms=2.5mV\,}
A continuación pueden apreciarse distintas imágenes de resistencias de 4 terminales:
Figura n.º 3 – Shunt construido mediante un cable.
Aquí estamos en presencia de un alambre de cobre, del cual se extraen 2 terminales de los extremos del conjunto (terminales A y B) y otros 2 terminales convenientemente ubicados (terminales C y D).
Figura n.º 4 – Shunt patrón.
Shunt patrón. Los terminales de mayor tamaño equivalen a los terminales A y B explicados anteriormente. Los restantes son los terminales C y D.
Figura n.º 5 – Otra clase de shunt patrón.
Cabe destacar que este patrón se encuentra preparado para ser sumergido en aceite, pudiendo soportar una mayor disipación de potencia.